# Terningsommerfugl
Terningsommerfuglen (Hamearis lucina) er en sommerfugl i familien metalmærker, der findes i mange former og farver udenfor Europa, specielt i Amerika. Den er uddød i Danmark, men er stadig ret udbredt i Mellemeuropa og findes desuden talrigt på Öland i Sverige. Østpå findes den til Midtrusland. Sommerfuglen er meget tæt knyttet til planten kodriver.

## Forekomst i Danmark og nabolande
Sommerfuglen er erklæret uddød i Danmark. Den er ikke set her siden 1960. Terningsommerfuglen kunne findes på Sjælland på små enge og i skovlysninger i perioden 20. maj til 10. juni. Sidste findested var Allindelille Fredskov. Stævningsskove og græsningsskove gav sommerfuglen de rigtige betingelser for overlevelse, da det ikke er ligegyldigt hvilken slags kodriverplanter der findes på stedet – de skal være modne planter, der er ved at blive fortrængt af buske og andre urter.
Den findes stadig i Sverige, England og Tyskland, selvom den også her er blevet sjældnere.

## Udseende
Terningsommerfuglen har et vingefang omkring 28 mm. Ved første øjekast kan den minde om en bredpande, tættere på kan oversiden af terningsommerfuglen minde om en pletvinge, men vingebagsiden har to rækker af lyse/hvide pletter på en rødbrun bund. Hunnen har seks ben som de fleste insekter, mens hannen som takvingerne kun har fire regulære ben.
- Hamearis lucina ♂
- Hamearis lucina ♂   △
- Hamearis lucina ♀

## Livscyklus
Æggene bliver lagt på hulkravet kodriver. Efter 14 dage klækkes de. Larverne æder kun af planten om natten og gemmer sig om dagen. Efter ca. 6 uger (i august) forpuppes larven. Puppen overvintrer og til foråret, efter ca. 9 måneder, kommer den voksne terningsommerfugl frem.

## Foderplanter
Larven levede af hulkravet kodriver i Danmark og gør det stadig i Sverige. I Tyskland findes den også på fladkravet kodriver og i England på storblomstret kodriver.